# 今野花織
今野 花織（こんの かおり、1998年1月4日 - ）は、福島中央テレビのアナウンサー。

## 人物
- 仙台育英学園高等学校[1]、東北学院大学経営学部経営学科卒業[2]。2020年4月さくらんぼテレビジョン入社、翌2021年11月退社。入社同期の古畑あずみ同様、フジテレビのアナトレに通っていた[3]。
- 高校ではチアリーディング部で甲子園を3大会経験。高校3年生で東北楽天ゴールデンイーグルス公式チアリーダー「東北ゴールデンエンジェルス」の2016年メンバーオーディションに合格。小学校6年から中学卒業までの3年半、高校受験で辞めるまでエンジェルスのチアリーディングスクールで技術を磨いていた[1]。
- 大学在学時の2018年に1年間宮城県産米のPRアンバサダーの「みやぎライシーレディ」も務めた[4][5]。
- 2023年2月福島中央テレビ[6]入社。2月14日初鳴き。

## 現在の出演番組
- 中テレニュース

## 関連人物
- 平沢大河 - 高校の同級生
- 佐藤世那 - 高校の同級生